# 園基任
園 基任（その もとただ/もととう）は、安土桃山時代から江戸時代初期にかけての公卿。園家12代当主。官位は正四位上・参議（薨去後左大臣追贈）。左近衛中将・園基継の子。後光明天皇の外祖父に当たる。

## 略歴
天正12年（1584年）に叙爵。以降累進して、侍従・左近衛少将・左近衛中将・蔵人頭を経て、慶長17年（1612年）に参議となり、公卿に列する。しかしその翌年に薨去している。享年41。
長女・光子は後水尾天皇の後宮に入っており、光子の産んだ皇子は後光明天皇として即位する。そのため、基任は後光明天皇の外戚にあたり、後光明天皇の即位後の正保2年（1645年）には左大臣を追贈されている。その後、後光明天皇は若くして崩御するが、この時の縁で孫娘（基任の子・基音の娘）である国子（新広義門院）も後水尾天皇の典侍として召され、国子の産んだ皇子は霊元天皇として即位する。続けて二人も天皇生母を輩出した園家は以降大いに繁栄していく事となる。

## 系譜
- 父：園基継 - 左近衛中将。
- 子
  - 男子：園基音 - 権大納言、薨去後左大臣追贈。
  - 男子：東園基教 - 左近衛権中将。
  - 女子：園光子 - 壬生院、後水尾天皇典侍。後光明天皇生母。
  - 女子：柳原茂光（権大納言）の室
  - 女子：文英尼 - 京極忠高継室、圓通寺開基。